# David Sudnow
David Sudnow (mort le 20 juillet 2007) était un sociologue américain. Il était l'un des premiers représentants de l'ethnométhodologie avec Harvey Sacks, Michael Lynch, etc.
Il a complété un PhD en sociologie à l'Université de Californie (Berkeley) en 1965. Son premier ouvrage constitue une contribution importante à la sociologie de la mort. Également intéressé par la musique jazz, il a développé une méthode d'apprentissage du piano à partir de ses travaux (Ways of the hand : the organization of improvised conduct, 1978). Il a été lauréat du Guggenheim Fellowship. 

## Publications
- Passing on. The social organization of dying, Englewood Cliffs, N.J., Prentice-Hall, 1967.
- (éd.), Studies in social interaction, New York, Free Press, 1971 ; 1972.
- Ways of the hand : the organization of improvised conduct, Cambridge, Mass. : Harvard University Press, 1978.
- Pilgrim in the microworld, New York, N.Y. : Warner Books, 1983.
- Ways of the hand : a rewritten account,  foreword by Hubert L. Dreyfus, Cambridge, Mass. : MIT Press, c2001.

Éditeur de textes tirés de Studies in social interaction [Offprint]
- Michael Moerman, Analysis of lue conversation: providing accounts, finding breaches, and taking sides, New York: Free Press, 1972.
- Harvey Sacks, An initial investigation of the usability of conversational data for doing sociology, New York: Free Press, 1972.
- Harold Garfinkel, Studies of the routine grounds of everyday activities, New York: Free Press, 1972.